# Fate/Grand Order
Fate/Grand Order (フェイト/グランドオーダー Feito/Gurando Ōdā?) es un videojuego móvil de rol japonés gratuito en línea, desarrollado por Delightworks con Unity, y publicado por Aniplex. El juego está basado en la franquicia Fate/stay night de Type-Moon, y fue lanzado en Japón el 29 de julio de 2015 para Android, y el 12 de agosto de 2015, para iOS. Las versiones en inglés de iOS y Android siguieron el 25 de junio de 2017 en los Estados Unidos y Canadá, y una versión coreana se lanzó el 21 de noviembre de 2017. Una versión arcade titulada Fate/Grand Order Arcade fue lanzada por Sega en Japón el 26 de julio de 2018.
El juego se centra en el combate por turnos en el que el jugador, que asume el papel de un "Maestro", convoca y ordena poderosos familiares conocidos como "Servants" para luchar contra los enemigos. La narración de la historia se presenta en un formato de novela visual, y cada sirviente tiene su propio escenario que el jugador puede explorar.
Fate/Grand Order recaudó $ 982 millones en 2017, por lo que es el sexto juego móvil más taquillero del año. En 2018, Fate/Grand Order recaudó $ 1.2 mil millones, lo que lo convirtió en el séptimo juego gratuito de mayor recaudación del año. A partir del 13 de marzo de 2019, el juego ha recaudado más de $ 3 mil millones en todo el mundo. Los ingresos totales cruzaron $ 4 mil millones para fines de 2019.

## Jugabilidad
Fate/Grand Order es un juego de rol táctico por turnos. El jugador toma el papel de "Maestro" y comanda un grupo de individuos llamados "Servants", que suelen ser figuras históricas, literarias y mitológicas de diversas culturas. El jugador comanda un grupo compuesto por hasta 6 Servants en cada batalla, 3 miembros activos y 3 miembros de reserva. En cada turno, el jugador recibe un conjunto de 5 Cartas de Comando y puede usar hasta 3 de ellas en un turno para atacar. Cada Servant tiene 5 cartas que el jugador puede usar; las cartas de todos los Servants en el campo se barajan y se reparten al jugador cada turno. Las cartas tienen tres tipos: Buster (un ataque pesado), Arts (un ataque medio que carga un indicador para el "Fantasma Noble" del Servant) y Quick (un ataque ligero que genera Estrellas Críticas que aumentan la probabilidad de golpes críticos el próximo turno ) Si se usan tres cartas similares en un turno, crean una "Cadena" que otorga una bonificación basada en las propiedades de las cartas. Si se seleccionan tres cartas todas correspondientes al mismo sirviente, se producirá una "Brave chain", lo que dará como resultado un ataque adicional y más poderoso que se agregará al final. Cada servant también tiene habilidades que se pueden usar antes de utilizar las cartas de comando; cada habilidad produce efectos en la batalla, así como una carta de comando especial llamada "Noble Phantasm" que aparece cuando el indicador está lleno. El "Maestro" también tiene un conjunto separado de habilidades y habilidades especiales llamadas "Hechizos de Comando". Los hechizos de comando tienen una variedad de efectos entre los que se encuentran revivir al equipo completo una vez sean derrotados, cargar el indicador del Fantasma Noble de un Servant al instante y curar completamente a un integrante del equipo. Éstos hechizos se recargan basados en el tiempo real, regresando hasta uno por día.
Los Servants se obtienen a través de un mecánico de gacha. Los Saint Quartz, la moneda en el juego obtenida tanto al jugar como a través de compras en la aplicación con dinero real, se usa para invocar a nuevos Servants y adquirir las llamadas "Craft Essence" que dan efectos adicionales cuando se equipan a un Servant. Esta invocación es aleatoria, con algunos Servants disponibles comúnmente, y otros raramente. Otra moneda son los "Friend Points", que se adquieren más fácilmente, pero solo pueden adquirir Servants de rareza baja con ellos. Si se adquieren múltiples copias del mismo Servant, se pueden utilizar para subir de nivel el Fantasma Noble del mismo, lo que le otorga más poder tanto de daño como de los efectos que provoca.

## Desarrollo y lanzamiento
El juego fue redactado por primera vez por Kinoko Nasu bajo el título de trabajo "Fate Online Project Reboot", que estaba destinado a ser un juego multijugador masivo en línea utilizando borradores de diseños y conceptos recopilados más tarde en el libro Fate/complete material IV Extra material. Pero el juego planeado fue cancelado y archivado durante las etapas de planificación. Más tarde se convirtió en una novela, Fate/Apocrypha, que integró algunos conceptos del juego planeado. Más tarde, en 2014, Aniplex propuso a Nasu volver a visitar el proyecto de juego cancelado, anunciando una colaboración con el estudio de juegos DelightWorks para reelaborar el concepto en un juego de rol móvil.
El juego fue publicado por Aniplex y fue lanzado en Japón el 29 de julio de 2015, en dispositivos Android, con un lanzamiento posterior el 12 de agosto para dispositivos iOS. Además de su modo de juego y su propia historia, el juego también presenta eventos para que los jugadores obtengan nuevos elementos y Servants, como campañas de convocatoria para Servants limitados/Craft Essences, eventos específicos basados en Servants, eventos anuales del mundo real y colaboraciones con otros trabajos de Type-Moon como Kara no Kyōkai y Fate/Zero.
El 1 de enero de 2017, se anunció una subsecuente de la historia principal con el mismo título que contiene un subtítulo llamado "Epic of Remnant". El 16 de abril de 2017, Aniplex of America anunció que Fate/Grand Order se lanzaría en los Estados Unidos con una ventana de lanzamiento para el verano de 2017. El director y productor creativo Yosuke Shiokawa explicó que aunque el juego estaba destinado a ser lanzado solo en Japón, el equipo se dio cuenta de la gran cantidad de jugadores extranjeros que acceden al juego y tomó la decisión de hacerlo accesible también a otras regiones. Desde el lanzamiento del juego en América del Norte, ha seguido al servidor japonés por casi exactamente 2 años, la misma brecha entre los lanzamientos en las dos regiones.
El 26 de diciembre de 2017, el sitio web oficial y la página de Twitter del juego provocaron la secuela del juego transformándolo en una "cuenta y sitio secuestrados". El subtítulo de la secuela, "Cosmos in the Lostbelt", se anunció el 1 de enero de 2018. La secuela se lanzó oficialmente como una expansión del juego principal en el servidor japonés a partir de la primavera de 2018. A partir del 19 de abril de 2018, el norteamericano El servidor está oficialmente accesible en Singapur, Tailandia, Filipinas, Vietnam y Australia.

## Recepción comercial
En 2018, Fate/Grand Order atrajo la atención de los medios debido a los informes de un hombre japonés de 31 años identificado solo como Daigo, alegando haber gastado $ 70,000 para comprar la moneda del juego, llamada Saint Quartz, que se utiliza para invocar a los Servants. Daigo siguió gastando dinero en efectivo en el juego en su deseo de obtener personajes de alto nivel y terminó gastando más para fortalecerlos una vez que fueron adquiridos. En una entrevista, el jugador dijo: “Algunas personas gastan $ 18 en una película y se sienten conmovidas. He gastado $ 70,000 en FGO. Pero me conmueve”. Este incidente destacó la popularidad de Fate/Grand Order. Según The Wall Street Journal, el juego ahora es en parte responsable de las crecientes ganancias operativas de Sony, que se espera que rompan $ 1 mil millones en el año fiscal 2018. A partir de marzo de 2018, la aplicación aporta un promedio de $ 2.5 millones por día.
El juego es muy popular en Japón y los informes indican que el nivel es comparable al éxito de Pokémon Go. En Japón, el juego había cruzado 13 millones de descargas en mayo de 2018, y 14 millones de descargas en agosto de 2018. Fate/Grand Order también está ganando terreno en otras partes del mundo, como en los Estados Unidos y Canadá, donde ya superó el millón de descargas después de su lanzamiento de Android en junio de 2017 allí. A partir de octubre de 2018, el juego está disponible en cinco idiomas en diez países, habiendo recibido un total de 32 millones de descargas en todo el mundo, incluidas más de 4 millones de descargas para la versión en inglés, y 7 millones en septiembre de 2019. En Twitter, Fate/Grand Order fue el juego más tuiteado de 2018 (siendo Japón el país que más tuiteó sobre juegos ese año), superando a Fortnite y PlayerUnknown's Battlegrounds.

### Ingresos
Fate/Grand Order recaudó más de $ 646 millones durante 2015 a 2016. En 2017, el juego recaudó ¥ 89.6 mil millones ($ 811 millones) en Japón entre el 3 de enero y el 3 de octubre, y ¥ 13.2 mil millones ($ 120 millones) en China. En todo el mundo, el juego recaudó $ 982 millones en 2017, por lo que es el sexto juego móvil con mayor recaudación del año. En 2018, recaudó al menos ¥ 134.8 mil millones ($ 1,221 millones), incluidos ¥ 120.4 mil millones en Japón (donde fue el segundo juego móvil con mayor recaudación del año) junto con ¥ 14.4 mil millones en el extranjero durante la primera mitad del año. Fue el juego móvil más importante del año en términos de gasto mundial del consumidor.
En China, la versión de iOS entró en línea el 29 de septiembre de 2016 y Android el 13 de octubre de 2016. Sus ingresos representan el 57.9% del ingreso anual del operador chino bilibili. [Cita requerida] En 2019, el juego recaudó $ 1.2 mil millones anualmente. A partir de 2019, el juego ha recaudado más de $ 4 mil millones en todo el mundo. Fue el juego móvil más taquillero del mundo durante el período de Año Nuevo 2020, por delante del título Monster Strike de JRPG.

## Otros medios

### Anime
Un especial de película animada de televisión titulado Fate/Grand Order: First Order (フェイト/グランドオーダー -First Order- Feito/Gurando Ōdā -First Order-?) se emitió el 31 de diciembre de 2016. Fue una adaptación del juego. prólogo. La película, producida por el estudio Lay-duce, fue dirigida por Hitoshi Namba y está protagonizada por los actores de voz Nobunaga Shimazaki, Rie Takahashi y Ayako Kawasumi en los papeles de los personajes principales que se proyectaron en el pasado para tratar de evitar la próxima extinción de la humanidad. Aniplex of America ha licenciado el especial en América del Norte. MVM Films estrenó la película en el Reino Unido. Le siguió un cortometraje de animación titulado Fate/Grand Order: Moonlight/Lostroom (フェイト/グランドオーダー -Moonlight/Lostroom- Feito/Gurando Ōdā -Moonlight/Lostroom-?) el 31 de diciembre de 2017. Fue dirigido por Hitoshi Namba y Takurō Tsukada, con guiones de Kinoko Nasu y música de Ryo Kawasaki. Aniplex of America autorizó el segundo especial en los territorios de América del Norte.
Un corto de animación especial producido por Ufotable titulado Fate/Grand Order x Himuro's World: Seven Most Powerful Great Figures Chapter (フェイト/グランドオーダー × 氷室の天地 ～ 7 人の最強偉人篇 ～ Feito/Gurando Himdā x no Tenchi: 7-nin no Saikyō Ijin-hen?) se anunció en el "Fate/Grand Order Guest Talk Stage en el Festival de Akihabara 2017" y se emitió el 31 de diciembre de 2017. La animación se basa en un manga de comedia de 4 paneles Fate/School Life por Eiichirō Mashin, quien también proporcionó los guiones, dirigidos por Takahiro Miura, producidos por Toshiyuki Kanezawa, con diseño de personajes de Masato Nagamori y música de Go Shiina.
CloverWorks animó una adaptación de anime del séptimo capítulo del juego y se emitió desde octubre de 2019 hasta marzo de 2020. Cloverworks ha anunciado una adaptación del capítulo final de la primera parte.

### Películas
Una adaptación de la película de anime de dos partes, titulada Fate/Grand Order - Divine Realm of the Round Table: Camelot (フェイト/グランドオーダー - 神聖円卓領域キャメロット - Feito/Gurando Ōdā Shinsei Kya?) se está produciendo Ryuki como Ryuki, se está produciendo Ryanai por Production IG y Signal.MD, adaptando el sexto capítulo del juego. Ukyō Kodachi escribirá los guiones de las primeras películas, y Keita Haga y Hideyuki Fukasawa están componiendo los puntajes de las películas. Kei Suezawa dirige la primera película en Signal.MD; Kazuto Arai dirige la segunda película en Production I.G. Ambas películas presentan diseños de personajes de animación de Mieko Hosoi, Kazuchika Kise y Nakaya Onsen, quienes están adaptando los diseños originales de Takashi Takeuchi. La primera de dos películas, subtitulada Wandering; Airgetlám, se estrenará el 15 de agosto de 2020.

### Manga
Se publicaron tres adaptaciones manga. La primera serie de manga, -mortalis:stella- fue escrita por Shiramine y publicada en la revista Gekkan Comic Zero Sum de Ichijinsha. Hasta la fecha se han publicado tres volúmenes tankobon. Kodansha USA licenció el manga en inglés. La segunda serie de manga, -turas réalta- está escrita por Takashi Kawabuchi y serializada a través de Bessatsu Shōnen Magazine de Kodansha desde el 9 de agosto de 2017. Kodansha publicó el primer volumen tankōbon el 9 de enero de 2018. Hasta enero de 2024, se han publicado dieciséis volúmenes.
Un manga yonkoma cómico titulado Learn with Manga! Fate Grand/Order (マンガで分かる! Fate/Grand Order Manga de Wakaru! Feito/Gurando Ōdā?) fue escrito e ilustrado por Riyo y publicado en línea el 13 de abril de 2015. El manga cubre los aspectos básicos del juego en un tono más cómico que la serie principal. Le siguieron dos secuelas: Learn More with Manga! Fate Grand/Order (もっとマンガで分かる！ Fate/Grand Order ¡Motto Manga de Wakaru! Feito/Gurando Ōdā?) el 17 de diciembre de 2015 y Learn Even More with Manga! Fate Grand/Order (ますますマンガで分かる！ Fate/Grand Order Masumasu Manga de Wakaru! Feito/Gurando Ōdā?) el 3 de agosto de 2017. Kadokawa Shōten publicó una recopilación de los capítulos de las dos primeras series en un tomo tankobon el 2 de agosto de 2017. Aniplex of America tradujo oficialmente todos los capítulos del primer manga al inglés.

### Adaptaciones de videojuegos
Sega lanzó una versión arcade del juego titulada Fate/Grand Order Arcade (フェイト/グランドオーダーアーケード Feito/Gurando Ōdā ākēdo?) el 26 de julio de 2018. En el primer mes del lanzamiento de la versión arcade el 26 de julio de 2018, Sega vendió 10 millones de tarjetas para el juego arcade, recaudando ¥ 1 mil millones ($ 9 millones) en ingresos por ventas de tarjetas en agosto de 2018. A partir de septiembre de 2018, la versión arcade tiene más de 300,000 jugadores en Japón.
Un juego de realidad virtual titulado Fate/Grand Order VR feat. Mash Kyrielight fue lanzado para PlayStation VR y permitió al jugador interactuar con Mash.